# 何塞·奥迪戈萨
何塞·奥迪戈萨（西班牙語：José María Ortigoza Ortiz，1987年4月1日—），是一名巴拉圭足球运动员，现在效力于日本职业足球联赛球队甲府风林。

## 俱乐部生涯
奥迪戈萨出道于美洲太阳的青训系统，并被租借到多家俱乐部效力，2012年7月，他加盟中超球会山东鲁能泰山。 但2012赛季结束后，奥迪戈萨就被山东鲁能解约。2013年3月，日本职业足球甲级联赛（J1联赛）升班马甲府风林宣布和奥迪戈萨签约，合同期到2014年1月1日。

## 国家队生涯
奥迪戈萨是巴拉圭U23队的成员，2010年，奥迪戈萨首次入选巴拉圭国家足球队。